# Bătălia de la Arras (1940)
Bătalia de la Arras (1940) a avut loc în timpul bătaliei Franței din timpul celei de-a doua conflagrații mondiale. A fost un contraatac al aliaților împotriva flancului aramtei germane executat în regiunea orașului Arras, în nord-estul Franței. Forțele germane atacau spre nord, spre Canalul Mânecii, încercând să prindă în capcană forțele aliate care se acționaseră în Belgia. Contraatacul de la Arras a fost conceput să distrugă avangarda blindatelor inamice și să întrerupă înaintarea generală germană. Atacul franco-britanic a obținut o serie de succese inițiale dar, după o înaintare de aproximativ 10 km, a fost oprit, iar forțele aliate au fost obligate să se retragă pentru ca să evite să fie încercuite.

## Cadrul istoric

### Bătălia Franței
Grupul de Armată A (comandată de Generaloberst Gerd von Rundstedt) a reușit să înfrângă armata franceză în Bătălia de la Sedan din 12–15 mai, după care a forțat cursul Meusei. Contraatacul francez de la  Montcornet din 17 mai executat de 4e Division Cuirassée de Réserve (4e DCR, comandată de colonelul Charles de Gaulle) a fost înfrânt de apărarea încropită în grabă de Divizia a 10-a Panzer, care era în deplasare în vederea unui atac asupra flancului francezilor. A urmat atacul german sprijinit de Corpul aerian al 8-lea Fliegerkorps VIII]] (Generaloberst Wolfram von Richthofen), în timpul căruaia francezii au pierdut 32 de tancuri și vehicule blindate. Pe 19 mai, după ce a primit întăriri, 4e DCR a atacat din nou și a fost respinsă cu pierderi și mai mari, de 80 – 155 de vehicule, cele mai multe distrugeri fiind provocate de aviația germană a Fliegerkorps VIII.. Același corp aerian a avut o contribuție hotărâtoare la distrugerea Armatei a 9-a franceze spre sfârșitul bătăliei de la Montcornet.
Subunitățile avansate germane au pătruns prin breșa Peronne–Cambrai, amenințând orașele Boulogne și Calais. Această manevră a tăiat liniile de comunicație ale Grupului de Armată 1 (Groupe d'armées 1, general Gaston Billotte) din teatrul de operațiuni de nord-est (général d'armée Alphonse Joseph Georges), separându-le de grosul trupelor franceze de la sud de Somme. Pe 19 mai, șeful Statului major imperial britanic, generalul Edmund Ironside, a avut o convorbire cu John Vereker, comandantul Corpului Expediționar Britanic, căruia i-a cerut să își salveze trupele pe care le comanda. Sugestia lui Ironside a fost ca britanicii să execute un atac spre sud-vest pe direcția Amiens. Gort avea disponibile pentru un asemena atac doar două divizii. Ironside s-a întâlnit și cu Billotte, dar britanicul a ajuns la concluzia că francezii erau incapabili să desfășoare orice acțiune ofensivă. Ca urmare a constatărilor făcute în vizita sa pe continent, Ironside a hotărât organizarea tuturor măsurilor necesare pentru respingerea a unei posibile invazii germane a insulelor britanice.

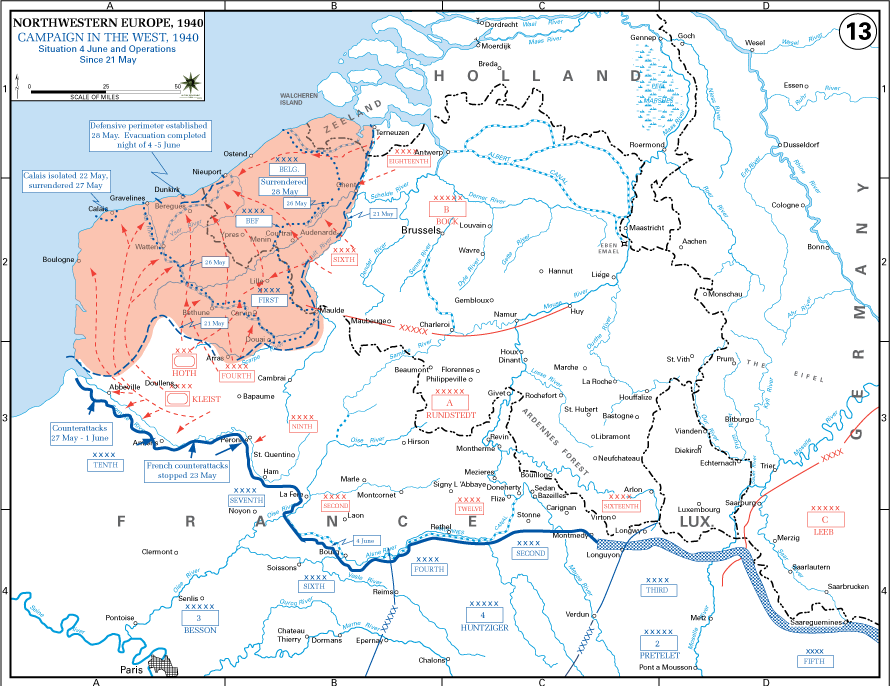
Situația de pe front 21 mai – 4 iunie 1940

Generalul Maurice Gamelin, comandatul forțelor armate franceze, a ordonat trupelor prinse în capcană în Belgia și nordul Franței executarea în dimineața zilei de 20 mai au unui atac pentru străpungerea liniilor germane spre sud, ca să facă joncțiunea cu forțele franceze care atacau spre nord din zona râului Somme. În seara zilei de 19 mai însă, premierul francez Paul Reynaud l-a destituit pe Gamelin și a numit în locul lui pe Maxime Weygand. Weygand a anulat ordinele lui Gamelin și, după o întârziere, a emis un ordin similar de contraofensivă dinspre nord și sud împotriva coridorului german, pentru spargerea încercuirii. Divizia a 5-a de infanterie trebuia să reziste pe linia râului Scarpe la est de Arras, în vreme ce restul forțelor din nord să atace spre sud, iar noul Grup al 3-lea de armată de sub comanda generalului Antoine-Marie-Benoît Besson trebuia să atace spre nord de pe aliniamentul râului Somme.
Regele Leopold al III-lea al Belgiei i-a spus lui Gort că nu se așteaptă ca britanicii să riște să păstreze contactul cu armata belgiană, dar dacă se insistă asupra unei ofensive spre sud, frontul belgian avea să fie mult prea întins și să se prăbușească. Leopold a sugerat în schimb aliaților să păstreze un cap de pod care să acopere zona dintre Dunkerque și porturile belgiene de la Canalul Mânecii. Britanicii au asigurat întărirea pozițiilor aliate de la Arras în ciuda faptului că Gort avea mari îndoieli că planul francezilor avea sorți de izbândă. La o întâlnire de la Ypres a luat parte și generalul Gaston Billotte, comandantul Grupului I de armată aliată. În timp ce se reîntorcea la cartierul său general, Billotte a avut un accident rutier, a intrat în comă și a murit la scurtă vreme după aceea. În acest fel Grupul I de armată a rămas fără comandant pentru 3 zile și, în aceste condiții, britanicii au hotărât să își evacueze forțele prin porturile de la Canalul Mânecii.

## Începutul

### Înaintarea germană
Divizia a 7-a Panzer a cucerit localitatea Cambrai și și-a continuat înaintarea spre zona de la sud de Arras. Pentru ziua de 21 mai, divizia a primit ordinul să depășească Arrasul prin vest și să atace spre nord pentru cucerirea podului peste Scarpe de la Acq. Această manevră era una riscantă, de vreme ce flancul drept al diviziei era descoperit și vulnerabil la un contraatac francez dinspre Arras. Pentru eliminarea acestei amenințări , Divizia a 5-a Panzer comandată de Max von Hartlieb-Walsporn trebuia să atace Arrasul. (Pânăîn cele din urmă Divizia a 5-a a întârziat și nu și-a îndeplinit misiunea). Rommel a ordonat Regimentului 24 Panzer să atace spre Acq, urmând ca două regimente de infanterie să îi sprijine mai târziu. În acest fel, divizia a rămas fără cele mai multe dintre tancurile sale. Rommel a condus înaintarea, dar a fost obligat să se întoarcă în jurul orei 16:00, după ce infanteria nu a reușit să ajungă pe pozițiile ordonate, pentru ca în cele din urmă să ajungă sub focul infanteriei și tancurilor inamice.

### Pregătirile pentru ofensivă ale aliaților
Vedeți și: Eroare: Formatului îi trebuie atribuit măcar un titlu de articol și Corpul Expediționar Britanic (Al Doilea Război Mondial)
Georges i-a ordonat generalului d'Astier de la Vigerie, comandantul Zone d'Opérations Aériennes Nord din cadrul armée de l'Air să sprijine atacul britanic, dar nu a dat nici un fel de detaliu legat de poziția frontului, țintele raidurilor și ora de declanșare a acestora. Pe de altă parte, d'Astier nu a reușit să ia legătura cu cartierul general al Armatei I sau cu cel al componentei RAF al BEF, (care era în plin proces de relocare la bazele din Anglia). Avioanele de recunoaștere franceze au fost ori doborâte ori împiedicate să își îndeplinească sarcinile până în jurul orei 16:00, când aparatele de zbor care au ajuns la Cambrai nu au identificat nicio mișcare de trupe. Generalul Harold Franklyn, comandantul Diviziei a 5-a de infanterie britanică, a fost pus la comanda așa-numitei Frankforce, o mare unitate creată la repezeală din Divizia a 50-a de infanterie (Northumbrian) sprijinită de 74 de blindate ale Brigăzii I de tancuri. Frankforce s-a deplasat în apropiere de Vimy, la nord de Arras, pentru sprijinirea garnizoanei aliate de aici. Se dorea organizarea unui contraatac aliat spre sud, pentru întreruperea comunicațiilor germane. Franklyn nu era însă la curent cu atacul francez spre Cambrai în nord și, în același timp, francezii nu știau nimic depsre atacul britanic spre Arras în sud.
Unitatea lui Franklyn se putea baza pe colaborarea Corpului francez de cavalerie dotat cu tancuri SOMUA 35 (general René Prioux) din cadrul Armatei I franceze, care se repliase după Bătălia de la Hannut (12–14 mai). Multe dintre tancurile 1ère Division Légère Mécanisée (1ère DLM) fuseseră distruse în luptele de până atunci, iar restul fuseseră redistribuite diviziilor de infanterie și nu au putut fi concentrate la timp. Deși ofițerii unităților mecanizate au fost amenințați cu curtea marțială, mulț dintre ei au refuzat să permită plecarea tancurilor. Până pe 21 mai, Prioux a putut mobiliza doar câteva tancuri ale 3ième Division Légère Mécanisée (3e DLM). Planurile inițiale prevedeau ca atacul să fie declanșat de două divizii de infanterie franceze și două britanice, dar Frankforce nu dispunea decât de aproximativ 15.000 de soldați după detașarea brigăzilor pentru apărarea orașului Arras, a malurilor râului la est și trimiterea unor unități în rezervă. Defensiva aliată mai dispunea de Batalioanele 6 și 8 ale Regimentului de infanterie Durham (DLI) din cadrul Brigăzii a 151 britanice, plus un batalion de rezervă. Forța blindată era asigurată Regimentele 4 și 7 de tancuri, adică aproximativ 2.000 de soldați  și 74 de tancuri, dintre care 58 Matilda I echiapate doar cu mitraliere 16 Matilda II dotate cu tunuri de 2 livre și mitraliere.

### Planul aliaților

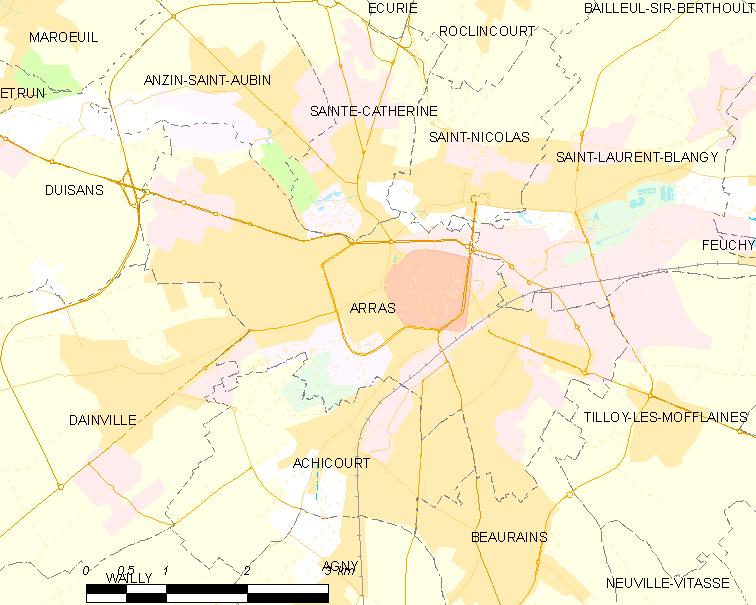
Harta regiunii Arras

Franklyn a primit inițial instrucțiuni să planifice executarea unui atac limitat la sud de Arras, să elibereze garnizoana aliată asediată și să întrerupă căile de comunicație germane. Modificările făcute ulterior de Ironside au vizat executarea unui atac alături de trupele franceze care să vizeze obiective mai ambițioase, modificări care nu au fost comunicate lui Franklyn. Acesta din urmă a utilizat cea mai mare parte a Frankforce pentru scopuri defensive, pentru întărirea apărării Arrasului și pentru eliberarea Corpului francez de cavalerie de la est de oraș. Martel a primit ordin să atace și cucerească zona de la sud de râul Scarpe, de la periferia sudică a Arrasului, inclusiv Pelves și Monchy, până la cursul râului Cojeul și mai departe, până la linia Arras–Bapaume, adică o suprafață de aproximativ 104 km2. O forță având ca nucleu Brigada a 151-a de infanerie britanică (general J. A. Churchill) trebuia să înainteze din vestul Arrasului și să se deplaseze în jurul râului Cojeul. Brigada a 13-a de infanerie britanică (general M. C. Dempsey) din cadrul Diviziei a 5-a de infanterie trebuia să traverseze râul și să înainteze spre sud din estul Arrasului și să facă joncțiunea cu Brigada a 151-a. Au fost formate două coloane. Prima a fost „coloana dreapta” formată din Regimentul al 7-lea regal de tancuri, Regimentul al 8-lea de infanterie Durham, Bateria a 365-a (Regimentul al 92-lea de artilerie de câmp), Bateria a 260-a (Regimentul al 65-lea Norfolk), un pluton al Comapaniei a 151-a artilerie antitanc și un escadron de cercetași pe motociclete din cadrul Regiemntului Northumberland Fusiliers. Cea de-a doua, Left Column („coloana stânga"), era formată din Regimentul al 4-lea regal de tancuri, Regimentul al 6-lea de infanterie Durham, Bateria a 368-a (Regimentul al 92-lea de artilerie de câmp), Bateria a 206-a (Regimentul al 52-lea artilerie antitanc), un pluton al Brigăzii a 151-a antitanc, o companie și un pluton de cercetare din cadrul Regimentului al 4-lea Northumberland Fusiliers. Cele două coloane trebuiau să traverseze drumul Arras–Doullens la ora 14:00,. Aceasta presupunea ca infanteria să se deplaseze în marș forțat aproximativ 8 km până la punctul de traversare pe drumuri aglomerate de traficul militar și al refugiaților.

## Bătălia

### 3e DLM
Operațiunea de acoperire a flancului dreapta a forțelor britanice pe care trebuia să o execute Divizia a 3-a mecanizată franceză (3e DLM), a fost prost pregătită, fără asigurarea unei cooperări corespunzătoare cu aliații. Francezii nu primit informații cu privire la termenele și direcțiile atacului britanic. Ca urmare, a avut loc un schimb de focuri între aliați – tancurile SOMUA S35 franceze și bateriile antitanc de lângă Warlus. Un tun antitanc britanic a fost distrus, mai mulți soldați britanici au fost uciși, iar câteva tancuri franceze au fost lobite mai înainte ca situația să fie lămurită. În timpul serii, o subunitate franceză de șase tancuri SOMUA au atacat elemente ale Regimentului 25 Panzer la Duisans. În acest timp, trupele britanice erau în retragere, iar până când germanii au reușit să respingă blindatele franceze, britanicii reușiseră să se retragă și replieze pe noi poziți.

### Coloana dreapta

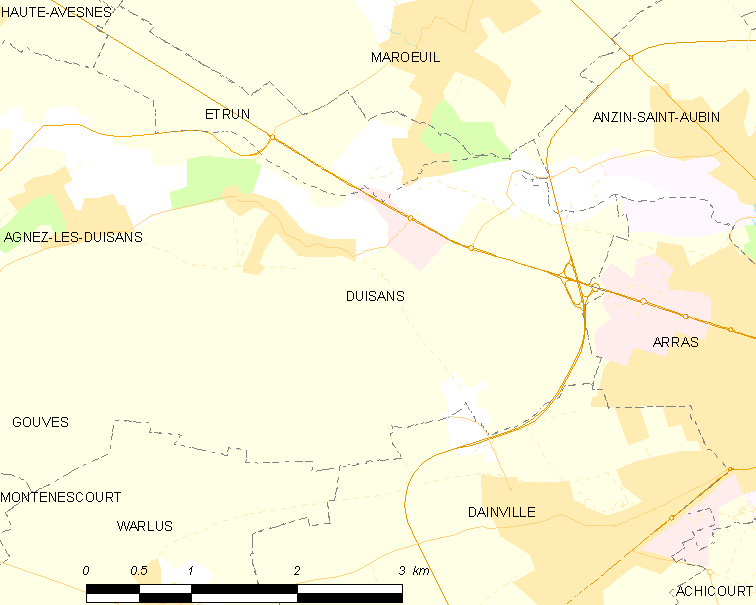
Harta regiunii localităților Duisans și Marœuil and vicinity

Timpul pe care l-a pierdut infanteria ca să ajungă la punctele de concentrare pentru atac datorită aglomerației de pe drumurile înțesate cu refugiați, le-a lăsat comandanților puțin timp pentru aprofundarea planurilor de luptă și executarea unor misiuni de recunoaștere. Localitatea Marœuil era supus unui bombardament de artilerie în Divizia a 50-a de infanterie Northumbrian își începea înaintarea. Coloana dreapta a început înaintarea la ora 14:30 și asupra militarilor săi a fost deschis focul cu arme ușoare de infanterie pe pe pozițiile germane dintr-o pădure. Coloana a trebuit să își deschidă drumul prin luptă prin Duisans, localitate ocupată de infanteria germană. În acest timp, tanchiștii francezi care acționau pe flancul drept au raporat prezența mai la vest a tancurilor germane din cadrul Regimentului al 25-lea al Diviziei a 7-a Panzer. Două companii ale Regimentului de infanterie Durham și subunități ale Bateriei a 260-a de tunuri antitanc au fost lăsate să apere satul, iar restul coloanei și-a continuat înaintarea. A urmat cucerirea localității Warlus, unde germanii au opus o rezistență mai puternică. Și aici a fost lăsată o garnizoană să apere satul, după care a urmat ocuparea localității Berneville aflate mai la sud. Coloana s-a împărțit – subunități ale Regimentului al 7-lea de tancuri și Regimentului de infanterie Durham a continuat înaintarea pe drumul Arras–Doullens, unde au întâlnit în cele din urmă militarii Regimentului al 7-lea de infanterie germană și ai Diviziei SS-Totenkopf. Atacul britanicilor a fost stopat de focul puternic al mitralierelor și mortierelor inamice, pentru ca după scurtă vreme să devină ținta unui raid de 20 de minute ale bombardierelor Luftwaffe. Tancurile britanice au continuat înaintarea până la Wailly, unde au întâlnit blindatele Diviziei SS-Totenkopf. După o luptă scurtă în care au suferit pierderi importante, britanicii au fost obligați să se retragă la Warlus, unde s-a pregătit să facă față contraatacului tancurilor germane împotriva apărării de la Warlus și Duisans. Deși atacul german a fost respins, ei au reușit să ocupe o porțiune a drumului dintre sate, iar coloana britanică nu a mai putut continua înaintarea.

### Coloana stânga
Înaintarea coloanei stânga a întimpinat rezistența inamicului încă de la început, când a trebuit să își croiască drum prin luptă prin Dainville. La cam 3,5 km distanță la Achicourt, o subunuitate de șase tancuri Matilda a reușit să străpungă pozițiile artileriei antitanc germane, după care întreaga coloană și-a continuat înaintarea spre Agny și Beaurains, pentru ca în final să ajungă la Wancourt. Garnizoanele de infanterie de la Agny și Beaurains tancurile Regimentului al 4-lea au respins contraatacurile executate de forțele combinate de tancuri și infanterie pe flancul drept al Diviziei a 7-a Panzer. După aceasta, britanicii au câștigat teren la sud de Beaurains. Luptele au continuat toată după-amiaza în zona dintre Mercatel și Tilloy, unde tancurile britanice au trebuit să facă față tirului artileriei germane, inclusiv a tunurilor antiaeriene 88 mm Flak. Artileria germană a reușit să provoace pierderi importante tancurilor britanice. În ciuda pierderilor, unele tancuri au reușit să străpungă liniile germane dar, din cauza lipsei rezervelor care să ajute la consolidarea succeselor obținute, înaintarea britanicilor a fost oprită, ambele tabere înregistrând la sfârșitul acestei faze a luptelor pierderi importante. La este de Arras, Brigada a 150-a de infanterie britanică a atacat peste cursul râului Scarpe spre Tilloy, în timp ce Brigada a 13-a de infanterie a cucerit un cap de pod mai departe la est, pregătind faza a doua a atacului Frankforce.

### Divizia a 7-a Panzer

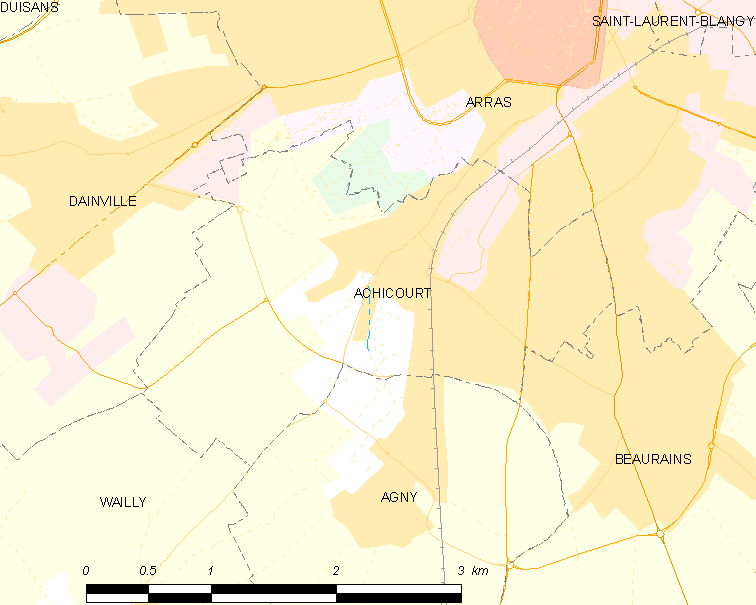
Harta regiunii localității Agny

Regimentul al 6-lea de infanterie a fost atacat în timpul înaintării spre Agny de către coloana britanică care acționa dinspre Dainville. Britanicii au reușit să scoată din luptă mai multe vehicule germane, iar tancurile aliate au atacat dinspre nord și au blocat înaintarea convoaielor regimentale întinse de-a lungul drumului. Batalionul Panzerjagerabteilung 42 (batalionul al 42-lea antitanc) a fost trimis în grabă să ocupe poziții în zona dintre Agny și Beaurains, dar germanii au fost copleșiți de acțiunile tancurilor britanice. După ce au străpuns linia Regimentului al 6-lea de infanterie, britancii au continuat atacul în zona dintre Mercatel și Ficheux împotriva coloanelor de transport al Regimentului al 7-lea de infanterie. Acțiunea tancurilor britanice a continuat împotriva Diviziei motorizate SS-Totenkopf până în apropierea cartierului general al acesteia din urmă. După ce britanicii au reușit să străpungă și pozițiile antitanc, acțiune lor a fost stopată de defensiva infanteriștilor germani, încurajați personal de Rommel.
În jurul orei 16:00 (ora Germaniei), Batalionul al 2-lea al Regimentului al 7-lea a fost atacat de 40 de tancuri britanice, împotriva cărora a deschis focul piesele de artilerie de pe Înalțimea 111. Tunurile antiaeriene de 88mm, folosite împotriva țintelor terestre, au distrus mai multe tancuri britanice Matilda I, mai înainte chiar ca tunurile antitanc să intre și ele în luptă. Spre deosebire de blindatele Matilda I, tancurile Matilda II au rezistat tirului direct al artilerie germane și după ce au ripostat cu foc și redus la tăcere mai multe baterii antitanc, le-au distrus pe cele rămase și au ucis echipajele strivindu-le sub șenile. Tancurile britanice au fost oprite pentru ceva vreme în apropierea Înălțimii 111 de focul artileriei, dar blindatele au reușit să ocolească zona prin ambele flancuri. Pe flancul sudic al Diviziei a 7-a Pnazer, Divizia SS-Totenkopf a cedat sub presiunea atacului, iar unele subunități și-au părăsit panicate pozițiile.

### Retragerea aliaților
Adâncimea maximă a înaintării aliate a fost de 26 km. În timpul luptelor au fost luați aproximativ 400 de prizonieri și au fost distruse mai multe tancuri și echipament al inamicului. La sfârșitul operațiunii, doar 26 de tancuri Matilda I mai erau funcționale, două tancuri Matilda II fuseseră distruse, iar ambii comandanți de batalion fuseseră uciși în luptă. În cursul serii, Franklyn a ordonat ambelor coloane să se retragă. Unitățile blindate franceze au rămas lângă Warlus și au fost încercuite în timpul nopții, și doar câteva tancuri au reușit să scape din capcană. Garnizoana de infanterie a coloanei dreapta din Warlus a fost salvată de o subunitate de blindate franceze, care i-a luat la bordul a două vehicule blindate și a străpuns linia germană de pe drumul Warlus–Duisans. Garnizoana din Duisans s-a retras în timpul nopții folosind transportoarele blindate Bren ale DLI 9, acoperita de o subunitate a brigăzii de artilerie antitanc din Marœuil. Subunitățile coloanei stânga din Agny și Beaurains au fost bombardate și mai apoi atacate de blindatele germane în timpul retragerii. Divizia a 7-a Panzer a înnoptat la sud de Dainville, unele dintre subunitățile sale de infanterie ocupând poziții până în apropierea malului sudic al râului Scarpe.

## Urmări

### Analiza istoricilor militari

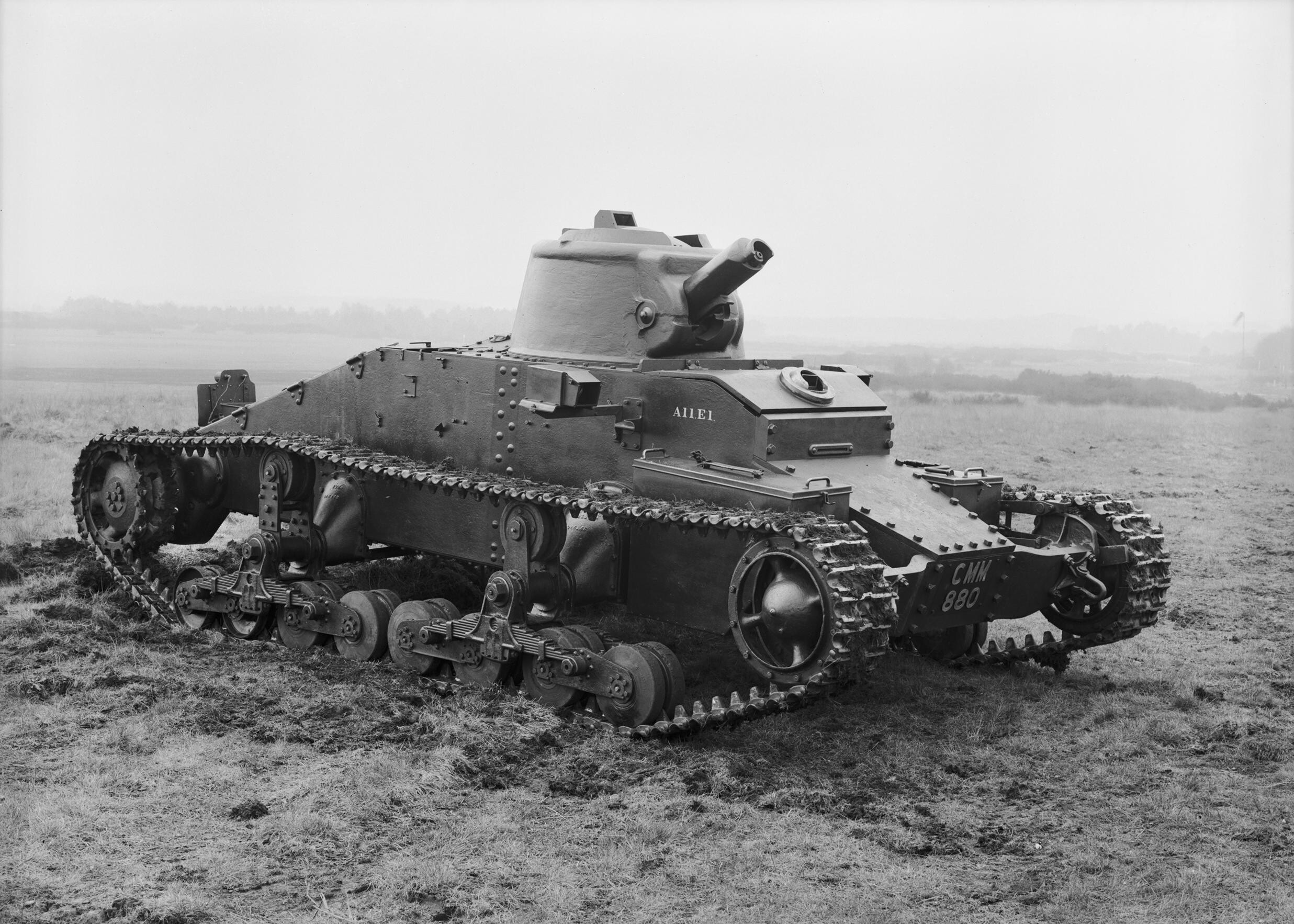
Tanc Matilda I dotat doar cu mitralieră (IWM-KID-68-Matilda)

În 1953, istoricul militar britanic L. F. Ellis a scris ca atacul de la Arras a reușit să scadă presiunea asupra trupelor britanice din zonă și a întârziat încercuirea aliaților. Terenul dintre Arras și Cojeul și nu a existat nicun atac serios împotriva orașului, Rommel trăgând o cocluzie greșită că acțiunea britanicilor a fost organizată cu efectivele a cinci divizii. În afară de unele reușit - întârzierea mișcărilor germanilor și provocarea unor pierderi inamicului, atacul a fost condamnat la eșec din cauza efectivelor insuficiente, a rezervelor care ar fi trebuit să asigure controlul și apărarea teritoriilor cucerite. Von Rundstedt, comandantul Grupului de Armată A, intenționase să își odihnească diviziile de blindate după luptele grele de pe 20 mai.
În 1978, Cooper a apreciat că atacul de la Arras i-a făcut pe germani să continue atacul spre nord și să cucerească porturile de la Canalul Mânecii. Cum atacul spre sud-vest a fost respins de aliați, OKH a ordonatPanzergruppe von Kleist să cucerească porturile Boulogne și Calais, aflate cam la 80 km distanță. Teama față de un nou atac i-au făcut pe von Rundstedt să ordone Panzergruppe Hoth să rămână pe poziții, să ceară Corpului XLI (Reinhardt) să trimită o divizie spre est pentru contracararea oricărei acțiuni inamice și pe von Kleist să mute Divizia a 10-a Panzer și unități ale Diviziilor I și 2 Panzer din cadrul Corpului XIX (Guderian) pentru apărarea capetelor de pod de peste Somme. Aceste precauții au încetinit înaintarea lui Guderian spre Dunkerque. Corpul XIX a reluat atacul la ora 8:00 pe 22 mai, dar acțiunile sale erau paralizate de nehotărârea comandanților germani, Rundstedt ordonând ca instrucțiunile primite de OKH să fie ignorate, iar înaintarea spre Boulogne și Calais să fie stopată. La ora 12:40, Rundstedt și-a contramandat propriul ordin, dar când a făcut acest luvru tancurile stăteau de ja de cinci ore inactive pe malul râului Amache.
În 2005, Frieser a scris că planificarea aliaților s-a remarcat prin neînțelegerea șansei pe care o aveau de întrerupere a coridorului pe care  acționau tancurile germane, în condițiile în care în zonă erau insuficiente divizii motorizate necesare consolidării spatelui frontului panzerelor, iar diviziile de infanterie nemotorizată erau la depărtare de câteva zile de marș. Coridourul folosit de tancurile germane era lat de doar 40 km la Arras și era vulnerabil la o acțiune de învăluire care să contracareze încercuirea germană ș să izoleze blindatele lui Guderian pe coasta Canalului Mânecii. Halder, pe de altă parte, a fost dispus să își asume riscuri mari, el înțelegând incapacitatea aliaților de acțiune într-un ritm foarte ridicat. Atacul aliat a fost oprit pe linia improvizată de Rommel cu ajutorul bateriilor antitanc și antiaeriene (folosite ca arme antitanc), cu ajutorul cărora au fost scoase din luptă în special tancurile ușoare britanice.  Rommel a organizat, folosindu-se de ordine transmise prin radio, o a doua linie de baterii de artilerie (inclusiv de tunuri antiaeriene 88 mm Flak 36). Tirurile De artilerie de pe această linie defensivă au reușit să distrugă 24 de tancuri în doar câteva minute pe câmpia dintre Mercatel și Tilloy. Imediat după ora 18:00, bombardierele în picaj Ju 87 Stukas din cadrul Fliegerkorps I și Fliegerkorps VIII au executat în zona aproximativ 300 de misiuni împotriva tancurilor aliate aflate în retragere, raiduri care au încetat doar la ora 20:30.  Rommel a ordonat Regimentului al 25-lea Panzer să se oprească din înaintare și să taie retragerea tancurilor britanice. Panzerele au întâlnit la sud de Duisans blindatele franceze care asigurau flancul drept al britanicilor. Germanii au reușit să străpungă defensiva franceză doar după lupte grele, soldate cu pierderi importante pentru ambele tabere. Când, în sfârșit, germanii au reușit să străpungă linia antitanc britanică dintre Duisans și Warlus, tancurile britanice reușiseră deja să se retragă. Acțiunea blindatelor a fost un dezastru – din cele 88 de tancuri plecate în misiune, doar 28 s-au reîntors pe pozițiile de plecare.

### Pierderi
Rommel și-a notat în jurnalul personal că divizia pe care o comanda a pierdut 89 de oameni uciși, 116 răniți și 173 de dispăruți sau prizonieri de război. Aceste pierderi au fost înregistrate în cele cinci zile de operațiuni, care au inclus traversarea râului Meuse. În cele din urmă, 90 de militari germani s-au  reîntors la unitățile lor. În 1953, istoricul britanic Lionel F. Ellis a citat jurnalul de luptă al Diviziei a 7-a Panzer, care evidențiase pierderea a nouă tancuri medii și a câtorva tancuri tancuri ușoare, a 378 de militari morți sau răniți și a 173 de dispăruți. Documentele britanice notează capturarea a aproximativ 400 de prizonieri germani.  Britanicii au pierdut cam 100 de militari uciși sau răniți în timpul atacului. Nu se cunoaște numărul de militari francezi pierduți în timpul luptelor. Frankforce a pierdut 60 dintre cele 88 de tancuri în această acțiune.

### Acțiuni militare ulterioare
Atacul principal al francezilor de la Cambrai a fost declanșat pe 22 mai și, la fel ca în cazul atacului de pe 21 mai,  efectivele implicate au fost mult mai mici decât fusese plănuit inițial. Comandantul Armatei X, generalul Robert Altmayer, ar fi trebuit să declanșeze atacul cu Corpul V și tancurile Corpului de cavalerie Prioux, dar el a reușit să concentreze la timp pentru luptă  doar un regiment de infanterie și două batalioane incomplete de tancuri. Diviziile de blindate germane au înaintat fără întrerupere, doar mici detașamente fiind lăsate în Cambrai. La Cambrai au ajuns în timpul serii și diviziile germane de infanterie. Atacul francez a fost oprit în fața localității Cambrai de raidurile  Luftwaffe, după care aliații au fost forțați să se retragă.

### Ordinele de oprire a atacului

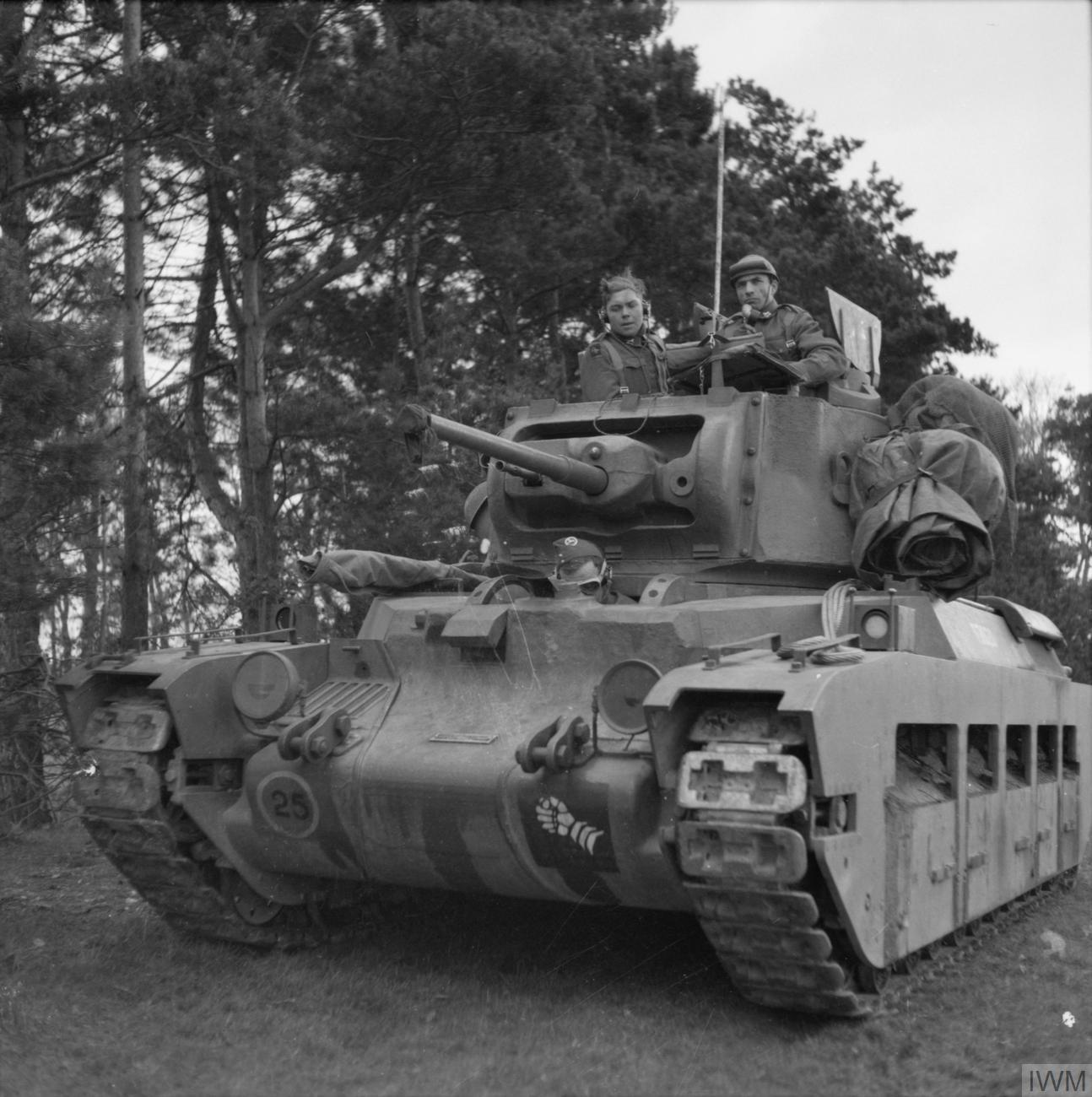
Tanc Matilda II – fotografia a fost făcută undeva în Regatul Unit (H9218)

Frieser a notat că contraatacul franco-britanic de la Arras a avut un efect neașteptat de mare față de amploarea efectivelor implicate. Înaltul comandament german a fost foarte preocupat de siguranța flancurilor. Ewald von Kleist, comandantul Panzergruppe von Kleist,  a considerat că unitățile de sub comanda sa sunt „serios amenințate” și l-a informat pe Franz Halder, comandantul Statului Major General al Oberkommando des Heeres (OKH), că trebuie să amâne continuarea înaintării până când criza este rezolvată. Comandantul Armatei a 4-a, Günther von Kluge, a ordonat oprirea înaintării tancurilor de sub comanda sa, această decizie fiind sprijinită și de von Rundstedt. Pe  22 mai, după respingerea atacului, Rundstedt a cerut ca mai întâi ca să fie restabilit ferm controlul german asupra zonei orașului Arras și numai după aceea să continue înaintarea  Panzergruppe von Kleist către Boulogne și Calais. Planificatorii din cadrul OKW au intrat în panică la un moment dat, iar Hitler a ordonat Grupului de Armată A pe 22 mai să folosească toate unitățile mobile ca să acționeze pe ambele flancuri ale Arrasului,  iar unităților de infanterie să acționeze spre est..
Criza care se înregistra la Marele Stat Major german nu se înregistra și la nivelul unităților de pe front. Halder a formulat o opinie împărtășită și de Guderian și anume că adevăratul pericol venea din capacitatea aliaților să se retragă spre Canalul Mânecii fără să poată fi opriți, de unde să fie repatriați prin canalele pe care le controlau. Guderian a ordonat Diviziei a 2-a Panzer să cucerească Boulogneul, Diviziei I Panzer să cucerească Calaisul, iar Diviziei a 10-a Panzer să ocupe portul Dunkerque. Cele mai multe subunități ale Corpului Expediționar Britanic și ale Armatei I franceze erau încă în deplasare la cel puțin 100 km de Canalul Mânecii, dar în ciuda unor întârzieri, britanicii au trimis trupe suplimentare din Anglia în Boulogne și Calais, reușind să întârzie înaintarea diviziilor de blindate ale Corpului XIX. Frieser a notat în jurnal că tancurile au înaintat constant pe 21 mai, cu aceeași viteză cu înaintarea de cu o zi mai înainte, mai înainte ca ordinul de oprire a acțiunii pentru 24 de ore să fie dat. În cele din urmă, orașele  Boulogne și Calais au fost cucerite. În lumina faptelor istorice, se poate aprecia că fără prima oprire de la Montcornet de pe 15 mai și fără cea de-a  doua de pe 21 mai după Bătălia de la Arras, ordinul final de încetare a înaintării de pe 24 mai nu ar mai fi fost relevant, deoarece Dunkerque avea să fie deja cucerit în acel moment pe către Divizia a 10-a Panzer.

## Distincții
Drapelele de luptă ale unităților implicate în contraatacul britanic au fost decorate cu distincția „Apărarea Arrasului”.